# Liga a IV-a Vâlcea
Liga a IV-a Vâlcea (cunoscută sub denumirea Liga a IV-a Nurvil din motive de sponsorizare) este principala competiție fotbalistică din județul Vâlcea, organizată de Asociația Județeană de Fotbal (AJF) Vâlcea, situată în al patrulea eșalon al sistemului de ligi al fotbalului românesc.
Competiția este disputată de un număr variabil de echipe, în funcție de numărul echipelor retrogradate din Liga a III-a, al celor promovate din Liga a V-a Vâlcea, precum și al echipelor care se retrag sau se înscriu în competiție. Campioana poate sau nu să promoveze în Liga a III-a, în funcție de rezultatul barajului de promovare disputat împotriva campioanei dintr-o serie județeană vecină.

## Istoric
În 1968, în urma noii reorganizări administrative și teritoriale a țării, fiecare județ a înființat propriul campionat de fotbal, integrând echipele din fostele campionate regionale, precum și echipele care evoluau anterior în competițiile orășenești și raionale. Proaspăt înființatul Campionat Județean Vâlcea a fost pus sub autoritatea nou-înființatului Consiliu Județean pentru Educație Fizică și Sport (CJEFS) Vâlcea.
De atunci, structura și organizarea Ligii a IV-a Vâlcea, la fel ca în cazul multor alte campionate județene, au suferit numeroase schimbări. Între 1968 și 1992, principala competiție județeană a fost cunoscută sub numele de Campionatul Județean. Între 1992 și 1997, a fost redenumită Divizia C – Faza Județeană, apoi Divizia D, începând cu anul 1997, iar din 2006 este cunoscută ca Liga a IV-a.

## Lista campioanelor

### Campionatul Regional Vâlcea
| Ed. | Sezon | Campioană                |
| --- | ----- | ------------------------ |
| 1   | 1951  | Progresul Râmnicu Vâlcea |
| 2   | 1952  | Progresul Râmnicu Vâlcea |

### Campionatul Județean Vâlcea
| Ed.                  | Sezon                | Campioană                    |
| Campionatul Județean | Campionatul Județean | Campionatul Județean         |
| -------------------- | -------------------- | ---------------------------- |
| 1                    | 1968–69              | Lotru Brezoi                 |
| 2                    | 1969–70              | Lotru Brezoi                 |
| 3                    | 1970–71              | Unirea Bujoreni              |
| 4                    | 1971–72              | Cozia Râmnicu Vâlcea         |
| 5                    | 1972–73              | Hidroenergia Râmnicu Vâlcea  |
| 6                    | 1973–74              | Unirea Băbeni                |
| 7                    | 1974–75              | Cozia Călimănești            |
| 8                    | 1975–76              | Cozia Călimănești            |
| 9                    | 1976–77              | Oltul Râmnicu Vâlcea         |
| 10                   | 1977–78              | Bistrița Băbeni              |
| 11                   | 1978–79              | Oltul Râmnicu Vâlcea         |
| 12                   | 1979–80              | Hidroenergia Râmnicu Vâlcea  |
| 13                   | 1980–81              | Cauciucul Drăgășani          |
| 14                   | 1981–82              | Cauciucul Drăgășani          |
| 15                   | 1982–83              | Recolta Mihăești             |
| 16                   | 1983–84              | Forestierul Băbeni           |
| 17                   | 1984–85              | Chimistul Râmnicu Vâlcea     |
| 18                   | 1985–86              | Lotru Brezoi                 |
| 19                   | 1986–87              | Dacia Metalul Râmnicu Vâlcea |
| 20                   | 1987–88              | Forestierul Băbeni           |
| 21                   | 1988–89              | Metalul Râmnicu Vâlcea       |
| 22                   | 1989–90              | Minerul Berbești             |
| 23                   | 1990–91              | Forestierul Băbeni           |
| 24                   | 1991–92              | Autobuzul Drăgășani          |

| Ed.                        | Sezon                      | Campioană                   |
| Divizia C – Faza Județeană | Divizia C – Faza Județeană | Divizia C – Faza Județeană  |
| -------------------------- | -------------------------- | --------------------------- |
| 25                         | 1992–93                    | Minerul Berbești            |
| 26                         | 1993–94                    | Minerul Berbești            |
| 27                         | 1994–95                    | Petrolul Drăgășani          |
| 28                         | 1995–96                    | Minerul Berbești            |
| 29                         | 1996–97                    | Flacăra Horezu              |
| Divizia D                  |                            |                             |
| 30                         | 1997–98                    | Flacăra Horezu              |
| 31                         | 1998–99                    | Oltchim Râmnicu Vâlcea      |
| 32                         | 1999–00                    | Cozia Călimănești           |
| 33                         | 2000–01                    | Forestierul Băbeni          |
| 34                         | 2001–02                    | Rarora Mateești             |
| 35                         | 2002–03                    | FC Lăpușata                 |
| 36                         | 2003–04                    | Tineretul Râmnicu Vâlcea    |
| 37                         | 2004–05                    | Lotru Brezoi                |
| 38                         | 2005–06                    | Cozia Călimănești           |
| Liga a IV-a                |                            |                             |
| 39                         | 2006–07                    | Sportul Râmnicu Vâlcea      |
| 40                         | 2007–08                    | Hidroelectra Râmnicu Vâlcea |
| 41                         | 2008–09                    | Ghecon Lăpușata             |
| 42                         | 2009–10                    | Oltul Ionești               |
| 43                         | 2010–11                    | Damila Măciuca              |
| 44                         | 2011–12                    | Posada Perișani             |
| 45                         | 2012–13                    | Hidroelectra Râmnicu Vâlcea |
| 46                         | 2013–14                    | Flacăra Horezu              |

| Ed. | Sezon   | Campioană             |
| --- | ------- | --------------------- |
| 47  | 2014–15 | Flacăra Horezu        |
| 48  | 2015–16 | CS Șirineasa          |
| 49  | 2016–17 | Viitorul Dăești       |
| 50  | 2017–18 | Flacăra Horezu        |
| 51  | 2018–19 | Viitorul Dăești       |
| 52  | 2019–20 | Minerul Costești      |
| 53  | 2020–21 | FC Băbeni             |
| 54  | 2021–22 | Cozia Călimănești     |
| 55  | 2022–23 | SCM Râmnicu Vâlcea    |
| 56  | 2023–24 | Sparta Râmnicu Vâlcea |
| 57  | 2024–25 | FC Păușești Otăsău    |